# Хорватський природничий музей
Хорватський музей природної історії (хорв. Hrvatski prirodoslovni muzej) є найстарішим і найбільшим природознавчим музеєм та основним органом для дослідження, збереження та збору природно-історичних досліджень в Хорватії. Розташований на вулиці Димитрія Деметра в одному з найстаріших кварталів хорватської столиці Загреба - Горні-Град, він володіє однією з найбільших музейних колекцій у Хорватії з двома мільйонами артефактів, у тому числі понад 1,1  мільйона тварин. Він був заснований в 1846 році як «Національний музей». Пізніше Національний музей був розбитий на п'ять музеїв, три з яких у 1986 році об'єднані як відділи новоспеченого Хорватського музею природничої історії. Музей містить велику наукову бібліотеку, відкриту для громадськості і видає перший хорватський науково-історичний науковий журнал Natura Croatica.
Постійна експозиція Хорватського музею природознавства складається з мінералогічних, петрографічних та зоологічних колекцій, а також двох постійних експонатів у атріумі: Кам'яної карти Хорватії та Геологічного полюса. Тут знаходяться залишки неандертальця з Крапини.

## Історія

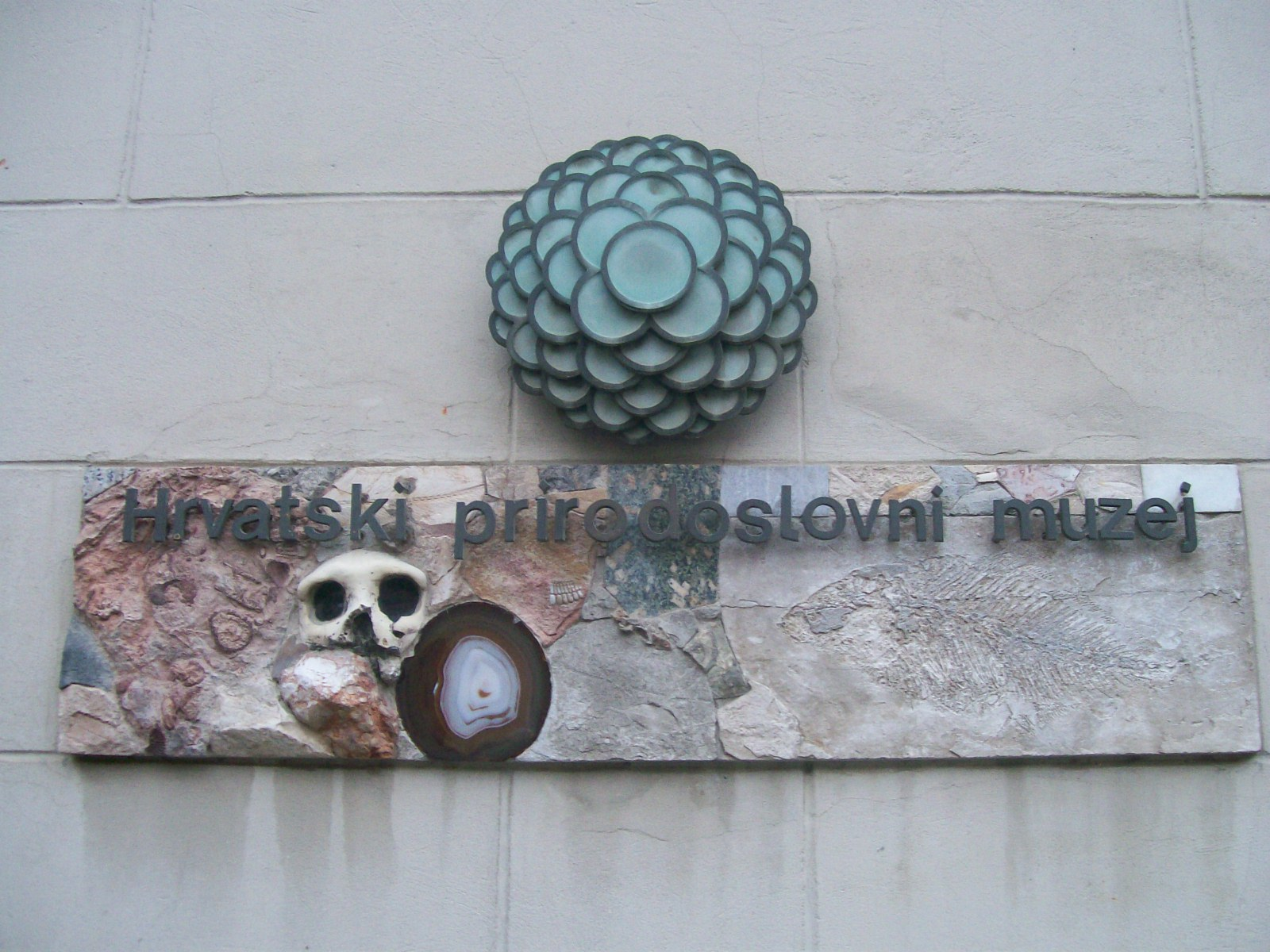
Музейна дошка

Історія Хорватського природознавчого музею починається з заснування так званого «Національного музею» (Narodni muzej 10 вересня 1846 року — першого музею історичних і доісторичних об'єктів, пов'язаних з Хорватією. У 1867 році він був перенесений на поточну адресу. До кінця 19-го століття Національний музей виріс і був розділений на п'ять нових музеїв. Три з них охоплювали природну історію: Хорватський національний зоологічний музей (Hrvatski narodni zoološki muzej, Геолого-палеонтологічний музей (Geološko-paleontološki muzej і Мінералогіко-петрографічний музей (Mineraloško-petrografski muzej). Всі три були розміщені в одній будівлі на вулиці Деметри 1, а в 1986 році об'єднані в Хорватський музей природи.
Нинішній будинок музею був раніше домом для театру Амадео, першого театру в Загребі. Створений в 1797 р. Префектом Загребського повіту Анталом Амаде де Варконі, він діяв до 1834 року. У 2000 році театр Амадео був відроджений як щорічна літня серія театральних п'єс під назвою Scena Amadeo («Сцена Амадео»), що відбулася в атріумі музею.

## Бібліотека
У музеї знаходиться велика наукова бібліотека, яка відкрита для публіки. Її найдавніші книги були надруковані в Італії 17-го століття і включають твори Уліссе Альдрованді, Ніколо Гуальтьєрі та Карла Ліннея. Бібліотека була заснована в 1868 році новопризначеним директором музею Спиридоном Брусіним. Починаючи з мізерного корпусу, придбаного в Національній бібліотеці, включаючи лише три книги з зоології, Брусін подорожував по всій Австро-Угорщині, щоб придбати книги. У 1875 році музей придбав велику бібліотеку та природничо-історичну колекцію Франческо Ланци, лікаря і археолога з Спліта, Хорватія. Брусін пішов у відставку в 1901 році, повідомляючи, що колекція становить 1800 робіт у 3948 томах. У 1928 році було зафіксовано, що бібліотека володіла 5 838 книгами в кількості 9 901 томів. Оскільки бібліотека не мала професійної підтримки під час Хорватської війни за незалежність або інвентаризації з тих пір, не відомо, скільки назв вона мала за той період. Оцінка 1999 року становить 30 000 томів і 13 100 монографій.

## Журнали
У 1885 році Брусіна зреалізував успішну ініціативу щодо публікації журналу хорватського природознавчого товариства (Glasnik Hrvatskoga naravoslovnoga družtva). Журнал видається з 1972 року під назвою Bioicum Periodicum, присвячений біології та біомедицині, лісовому господарству та біотехнології. У 1992 році в музеї почали видавати Natura Croatica, рецензований біологічний і геологічний науковий журнал. Журнал природознавства був першим у своєму роді в Хорватії, незважаючи на існування семи музеїв природознавства. Журнал виходить щоквартально англійською мовою і розглядається як хорватськими, так і зарубіжними вченими.

## Холдинги

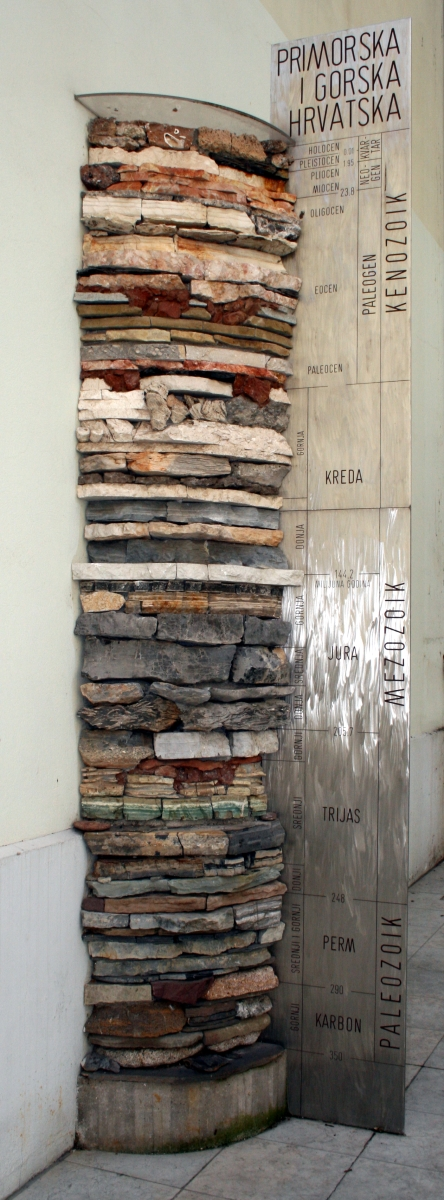
Зразки скель з Прибережної Хорватії та Горського Котару облаштовані за віком

Музей поділений на Мінералогіко-петрографічні, геолого-палеонтологічні, зоологічні та ботанічні кафедри. Перші три є наступниками музеїв, які створено в 19-му столітті на базі Національного музею, а ботанічний відділ створено в 1990 році.
Фонди музею налічують понад 2 мільйони скель, мінералів, скам'янілостей та інших артефактів, зібраних по всій країні. Зоологічна колекція складається з 1135000 зразків тварин, включаючи банк тканин для аналізу ДНК. У ньому також зберігаються залишки неандертальця, знайденого біля Крапини Драготіном Горянович-Крамбергером, колишнім директором Національного музею. Оригінальні залишки зберігаються в склепі музею, а репліка експонується в Крапинському музеї.
Постійна експозиція музею охоплює мінералогічні та петрографічні збірки, а також колекцію тварин, основна частина яких датується 19 століттям. Зоологічна колекція знаходиться на другому поверсі музею. Вона включає в себе скелет середземноморської тюлені-монахи, гігантську акулу, що народилася в Адріатичному морі, і атлантичний тупик, птах, який сьогодні віднесений до арктичного району, який, як вважають, гніздився в Адріатиці в 19 столітті.
Мінералогічні та петрографічні збірки поділяються на три виставки. «Від колекції до музею» (Od zbirke do muzeja) продемонстрували роботу історії хорватських мінералогів і петрографів, включаючи геологічну карту Мославацької гори в центральній Хорватії, створену Людевітом Вукотіновичем, а також роботу одного з перших хорватських геологів Джуро Пілара. «Імперія мінералів» (Carstvo minerala) показує колекцію мінералів, зібраних за місцем знаходження, включаючи колекції агату з Lepoglava і опал, дорогоцінні камені рідкісні в Хорватії. «Скеляста планета Земля» (Stjenoviti planet Zemlja) організований за типом порід, а також містить метеорити, лаву з Везувію і спелеотеми. У 2014 році виставки стали доступними для незрячих.
Атріум музею містить два експонати: Кам'яна карта Хорватії (Kamenospisna karta Hrvatske) і Геологічний полюс (Geološki stup). Кам'яна карта Хорватії — це мозаїчна карта, зібрана з різних частин скелі, знайдених у Хорватії, у формі країни.

## Виставки

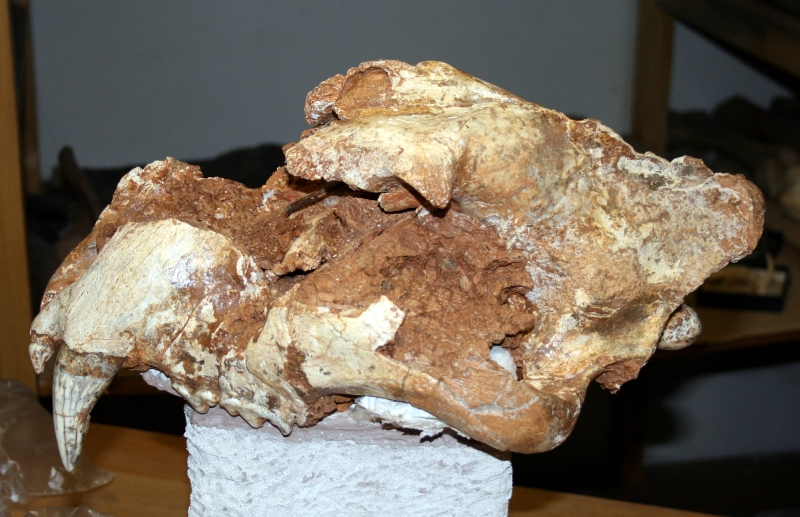
Череп хорватського печерного лева, виставлений в хорватському музеї природної історії

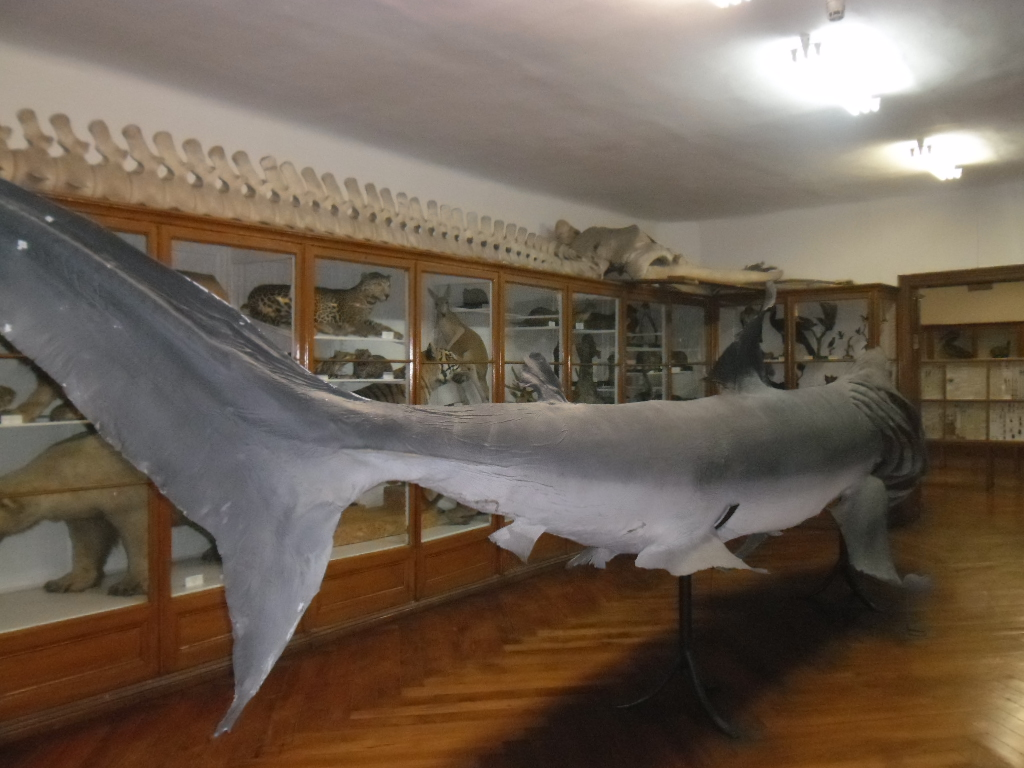
Постійна виставка

Виставки в Хорватському природознавчому музеї включали «Соні: в біології і кухні» і «Левину яму», що демонстрували залишки печерного лева (Panthera leo spelaea), знайденого глибоко у Вртаре-Мале, ямковій печері Драмаль, Хорватія. З довжиною тіла 3,6 метра (12 фут), лев був одним з найбільших знайдених у світі момент відкриття. Інша помітна виставка показала реконструкцію мегалодону, вимерлої гігантської акули, знайденої на рівнинах північної Хорватії, де колись стояв океан Паратетіс. У 2006 році музей провів першу у світі виставку мохуваток під назвою «Мереживо Нептуна». У 2009 році відвідувачі мали змогу побачити скам'янілості крокодилів з острова Паг, а у 2013 році було виставлено вісімдесят живих змій, що належать словенському селекціонеру Алешу Млінару
Музей бере участь у Хорватській ночі музеїв (Noć muzeja), щорічній події, коли громадськість має право вільного входу до багатьох музеїв Хорватії протягом однієї ночі року. У 2014 році музей відвідало понад 11 тисяч людей.